# Adriatica Ionica Race 2022
L'Adriatica Ionica Race 2022, quarta edizione della corsa, valida come evento dell'UCI Europe Tour 2022 e nona prova per la Ciclismo Cup 2022 categoria 2.1, si è svolta in cinque tappe dal 4 all'8 giugno 2022 su un percorso di 795,3 km, con partenza da Tarvisio e arrivo ad Ascoli Piceno, in Italia. La vittoria fu appannaggio dell'italiano Filippo Zana, che completò il percorso in 18h46'19", alla media di 42,366 km/h, precedendo l'eritreo Natnael Tesfatsion e il kazako Vadim Pronskij.
Sul traguardo di Ascoli Piceno 98 ciclisti, su 114 partiti da Tarvisio, portarono a termine la competizione.

## Tappe
| Tappa  | Data     | Percorso                          | km    | Vincitore di tappa | Leader cl. generale |
| ------ | -------- | --------------------------------- | ----- | ------------------ | ------------------- |
| 1ª     | 4 giugno | Tarvisio > Monfalcone             | 193,9 | Christian Scaroni  | Christian Scaroni   |
| 2ª     | 5 giugno | Castelfranco Veneto > Cima Grappa | 174,6 | Natnael Tesfatsion | Filippo Zana        |
| 3ª     | 6 giugno | Ferrara > Brisighella             | 141,3 | Giovanni Carboni   | Filippo Zana        |
| 4ª     | 7 giugno | Fano > Riviera del Conero         | 164,5 | Riccardo Lucca     | Filippo Zana        |
| 5ª     | 8 giugno | Castelraimondo > Ascoli Piceno    | 152,3 | Christian Scaroni  | Filippo Zana        |
| Totale | Totale   | Totale                            | 826,5 |                    |                     |

## Squadre e corridori partecipanti
Parteciperanno 17 squadre (1 UCI World Tour, 6 UCI ProTeam, 9 UCI Continental Team e la squadra nazionale dell'Italia) con 7 ciclisti ciascuna per un totale di 119 partecipanti.
| N.    | Cod. | Squadra                         |
| ----- | ---- | ------------------------------- |
| 1-7   | EOK  | Eolo-Kometa Cycling Team        |
| 11-17 | AST  | Astana Qazaqstan Team           |
| 21-27 | BCF  | Bardiani-CSF-Faizanè            |
| 31-37 | COR  | Team Corratec                   |
| 41-47 | CPK  | Team Colpack Ballan             |
| 51-57 | CTF  | Cycling Team Friuli             |
| 61-67 | DRA  | Drone Hopper-Androni Giocattoli |
| 71-77 | EKP  | Equipo Kern Pharma              |
| 81-87 | EUS  | Euskaltel-Euskadi               |

| N.      | Cod. | Squadra                            |
| ------- | ---- | ---------------------------------- |
| 91-97   | GEF  | General Store Essegibi F.lli Curia |
| 101-107 | GTS  | Giotti Victoria-Savini Due         |
| 111-117 | ITA  | Italia                             |
| 121-127 | IWM  | Work Service-Vitalcare-Dynatek     |
| 131-137 | T4Q  | Team Qhubeka                       |
| 141-147 | TNN  | Team Novo Nordisk                  |
| 151-157 | ZEF  | Zalf Euromobil Fior                |
| 161-167 | MGK  | MG.K Vis Colors for Peace VPM      |

## Dettagli delle tappe

### 1ª tappa
- 4 giugno: Tarvisio > Monfalcone - 193,8 km

Risultati
| Pos. | Corridore          | Squadra  | Tempo    |
| ---- | ------------------ | -------- | -------- |
| 1    | Christian Scaroni  | Italia   | 3h43'48" |
| 2    | Filippo Zana       | Bardiani | s.t.     |
| 3    | Raúl García Pierna | Kern     | s.t.     |

| Pos. | Corridore          | Squadra  | Tempo    |
| ---- | ------------------ | -------- | -------- |
| 1    | Christian Scaroni  | Italia   | 3h43'38" |
| 2    | Filippo Zana       | Bardiani | a 4"     |
| 3    | Raúl García Pierna | Kern     | a 6"     |

### 2ª tappa
- 5 giugno: Castelfranco Veneto > Cima Grappa - 174,6 km

Risultati
| Pos. | Corridore          | Squadra  | Tempo    |
| ---- | ------------------ | -------- | -------- |
| 1    | Natnael Tesfatsion | Drone    | 4h12'15" |
| 2    | Filippo Zana       | Bardiani | s.t.     |
| 3    | Vadim Pronskij     | Astana   | s.t.     |

| Pos. | Corridore          | Squadra  | Tempo    |
| ---- | ------------------ | -------- | -------- |
| 1    | Filippo Zana       | Bardiani | 7h55'51" |
| 2    | Natnael Tesfatsion | Drone    | a 21"    |
| 3    | Vadim Pronskij     | Astana   | a 27"    |

### 3ª tappa
- 6 giugno: Ferrara > Brisighella - 141,3 km

Risultati
| Pos. | Corridore          | Squadra  | Tempo    |
| ---- | ------------------ | -------- | -------- |
| 1    | Giovanni Carboni   | Italia   | 3h25'37" |
| 2    | Natnael Tesfatsion | Drone    | a 25"    |
| 3    | Paul Double        | MG.K Vis | s.t.     |

| Pos. | Corridore          | Squadra  | Tempo     |
| ---- | ------------------ | -------- | --------- |
| 1    | Filippo Zana       | Bardiani | 11h21'53" |
| 2    | Natnael Tesfatsion | Drone    | a 15"     |
| 3    | Vadim Pronskij     | Astana   | a 30"     |

### 4ª tappa
- 7 giugno: Fano > Riviera del Conero - 164,5 km

Risultati
| Pos. | Corridore      | Squadra      | Tempo    |
| ---- | -------------- | ------------ | -------- |
| 1    | Riccardo Lucca | Work Service | 3h47'41" |
| 2    | Emil Dima      | Giotti       | a 24"    |
| 3    | Riccardo Verza | Zalf         | a 28"    |

| Pos. | Corridore          | Squadra  | Tempo     |
| ---- | ------------------ | -------- | --------- |
| 1    | Filippo Zana       | Bardiani | 15h10'44" |
| 2    | Natnael Tesfatsion | Drone    | a 15"     |
| 3    | Vadim Pronskij     | Astana   | a 30"     |

### 5ª tappa
- 8 giugno: Castelraimondo > Ascoli Piceno - 152,3 km

Risultati
| Pos. | Corridore         | Squadra  | Tempo    |
| ---- | ----------------- | -------- | -------- |
| 1    | Christian Scaroni | Italia   | 3h34'06" |
| 2    | Pau Miquel        | Kern     | s.t.     |
| 3    | Veljko Stojnić    | Corratec | s.t.     |

| Pos. | Corridore          | Squadra  | Tempo     |
| ---- | ------------------ | -------- | --------- |
| 1    | Filippo Zana       | Bardiani | 18h46'19" |
| 2    | Natnael Tesfatsion | Drone    | a 15"     |
| 3    | Vadim Pronskij     | Astana   | a 30"     |

## Evoluzione delle classifiche
| Tappa              | Vincitore          | Classifica generale Maglia azzurra | Classifica scalatori Maglia verde | Classifica a punti Maglia rossa | Classifica combattività Maglia arancione | Classifica giovani Maglia bianca | Classifica a squadre |
| ------------------ | ------------------ | ---------------------------------- | --------------------------------- | ------------------------------- | ---------------------------------------- | -------------------------------- | -------------------- |
| 1ª                 | Christian Scaroni  | Christian Scaroni                  | Paul Double                       | Christian Scaroni               | Matteo Zurlo                             | Filippo Zana                     | Italia               |
| 2ª                 | Natnael Tesfatsion | Filippo Zana                       | Natnael Tesfatsion                | Filippo Zana                    | Matteo Zurlo                             | Filippo Zana                     | Bardiani-CSF-Faizanè |
| 3ª                 | Giovanni Carboni   | Filippo Zana                       | Natnael Tesfatsion                | Filippo Zana                    | Alessandro Monaco                        | Filippo Zana                     | Bardiani-CSF-Faizanè |
| 4ª                 | Riccardo Lucca     | Filippo Zana                       | Natnael Tesfatsion                | Riccardo Lucca                  | Riccardo Lucca                           | Filippo Zana                     | Bardiani-CSF-Faizanè |
| 5ª                 | Christian Scaroni  | Filippo Zana                       | Natnael Tesfatsion                | Christian Scaroni               |                                          | Filippo Zana                     | Bardiani-CSF-Faizanè |
| Classifiche finali | Classifiche finali | Filippo Zana                       | Natnael Tesfatsion                | Christian Scaroni               |                                          | Filippo Zana                     | Bardiani-CSF-Faizanè |

Maglie indossate da altri ciclisti in caso di due o più maglie vinte
- Nella 2ª tappa Raúl García Pierna ha indossato la maglia rossa al posto di Christian Scaroni.
- Nella 3ª e 4ª tappa Christian Scaroni ha indossato la maglia rossa al posto di Filippo Zana.
- Dalla 3ª alla 5ª tappa Edoardo Sandri ha indossato la maglia bianca al posto di Filippo Zana.
- Nella 5ª tappa Giovanni Carboni ha indossato la maglia rossa al posto di Riccardo Lucca.

## Classifiche finali

### Classifica generale - Maglia azzurra
| Pos. | Corridore           | Squadra   | Tempo     |
| ---- | ------------------- | --------- | --------- |
| 1    | Filippo Zana        | Bardiani  | 18h46'19" |
| 2    | Natnael Tesfatsion  | Drone     | a 15"     |
| 3    | Vadim Pronskij      | Astana    | a 30"     |
| 4    | Luca Covili         | Bardiani  | a 51"     |
| 5    | J. Alexander Cepeda | Drone     | a 1'16"   |
| 6    | Mikel Bizkarra      | Euskaltel | a 2'04"   |
| 7    | Lorenzo Fortunato   | Eolo      | a 4'26"   |
| 8    | Edoardo Sandri      | Friuli    | a 5'08"   |
| 9    | Paul Double         | MG.K Vis  | a 5'19"   |
| 10   | Oliver Stockwell    | Friuli    | a 6'41"   |

### Classifica scalatori - Maglia verde
| Pos. | Corridore           | Squadra      | Punti |
| ---- | ------------------- | ------------ | ----- |
| 1    | Natnael Tesfatsion  | Drone        | 10    |
| 2    | Alessandro Fancellu | Eolo         | 10    |
| 3    | Filippo Zana        | Bardiani     | 8     |
| 4    | Edoardo Zardini     | Drone        | 8     |
| 5    | Riccardo Lucca      | Work Service | 7     |

### Classifica a punti - Maglia rossa
| Pos. | Corridore           | Squadra      | Punti |
| ---- | ------------------- | ------------ | ----- |
| 1    | Christian Scaroni   | Italia       | 58    |
| 2    | Riccardo Lucca      | Work Service | 44    |
| 3    | Alessandro Fancellu | Eolo         | 44    |
| 4    | Filippo Zana        | Bardiani     | 40    |
| 5    | Natnael Tesfatsion  | Drone        | 36    |

### Classifica giovani - Maglia bianca
| Pos. | Corridore           | Squadra  | Tempo     |
| ---- | ------------------- | -------- | --------- |
| 1    | Filippo Zana        | Bardiani | 18h46'19" |
| 2    | Natnael Tesfatsion  | Drone    | a 15"     |
| 3    | Edoardo Sandri      | Friuli   | a 5'08"   |
| 4    | Oliver Stockwell    | Friuli   | a 6'41"   |
| 5    | Alessandro Fancellu | Eolo     | a 8'52"   |

### Classifica a squadre
| Pos. | Squadra                         | Tempo     |
| ---- | ------------------------------- | --------- |
| 1    | Bardiani-CSF-Faizanè            | 56h21'21" |
| 2    | Drone Hopper-Androni Giocattoli | a 4'45"   |
| 3    | Eolo-Kometa Cycling Team        | a 12'25"  |
| 4    | Euskaltel-Euskadi               | a 22'42"  |
| 5    | Work Service-Vitalcare-Dynatek  | a 28'08"  |